# White Mountain National Forest

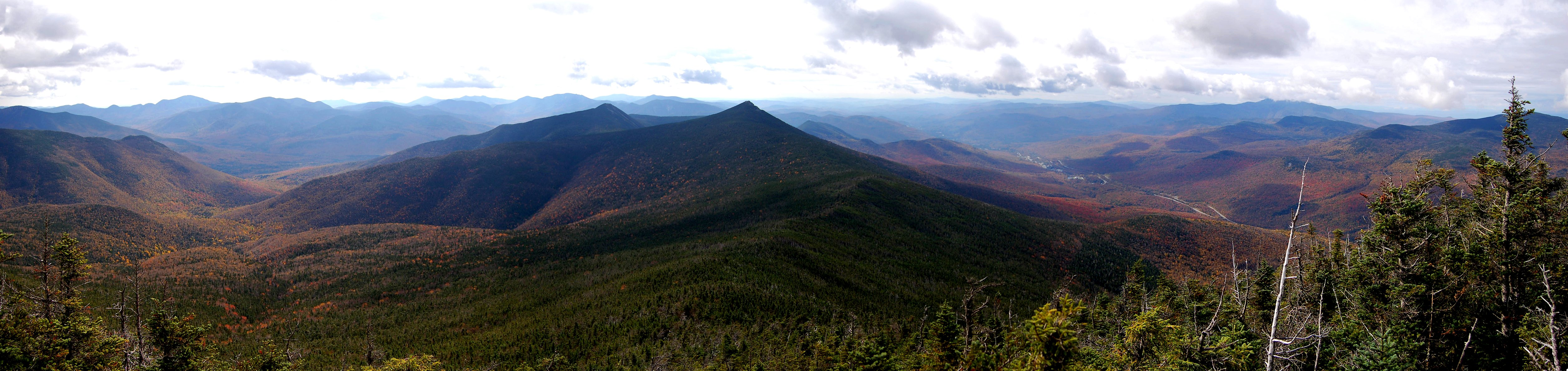
Panoramabild mit dem Mount Liberty sowie dem Mount Flume, Teilen der Pemigewasset Wilderness und Teilen des Franconia Notch State Parks in den White Mountains

Der White Mountain National Forest (WMNF) ist ein Wald in den White Mountains in den nordöstlichen Vereinigten Staaten. Er wurde Anfang 1918 gegründet und hat eine Gesamtfläche von 3175 km². Der größte Teil liegt in New Hampshire; ein kleiner Teil (ungefähr 5,65 Prozent des Waldes) liegt im benachbarten Bundesstaat Maine. Obwohl er oft als Park angesehen wird, ist er ein Nationalforst, der nicht nur durch Wanderer, Camper und Skifahrer, sondern auch zum Übernachten und für begrenzte kommerzielle Interessen genutzt wird. Der WMNF ist der einzige National Forest der sowohl in New Hampshire sowie in Maine liegt. Die meisten der Four-thousand footers zum Peak-bagging in New Hampshire liegen im National Forest. Über 160 km des Appalachian Trails verlaufen durch den White Mountain National Forest. In absteigender Reihenfolge liegt der Wald in Teilen des Grafton Countys, Coos Countys, Carroll Countys und des Oxford Countys (Maine).
Das Waldaufseherbüro liegt zurzeit in Laconia und es gibt drei Ranger-Distrikte: das Pemigewasset District (Büros in Bethlehem und Plymouth), das Androscoggin District (Büro in Gorham) und das Saco District (Büro in Conway). Es gibt Pläne das Aufseherbüro in die Gegend um Plymouth zu verlegen. Des Weiteren gibt es mehrere Besucherzentren, inkl. denen in Lincoln, Campton (am Interstate 93), und Lincoln Woods (am Kancamagus Highway), und dem Evans Notch Information Center in Bethel.
Der National Forest umfasst drei separate Gebiete. Das Gebiet westlich des Passes in der Franconia Notch umfasst die Region die den Cannon Mountain und den Mount Kinsman sowie den Mount Moosilauke umgibt (obwohl das Meiste des Mount Moosilaukes in Privatbesitz ist). Der Hauptteil des National Forests umfasst die Presidential Range und viele andere Gebirgsketten – die wichtigsten sind: die Franconia Range, die Twin Mountains, die Bond Range, die Sandwich Range, die Willey Range, und die Carter-Moriah Range. Eine Exklave des Waldes liegt nördlich der Presidential Range in Stark und Randolph.

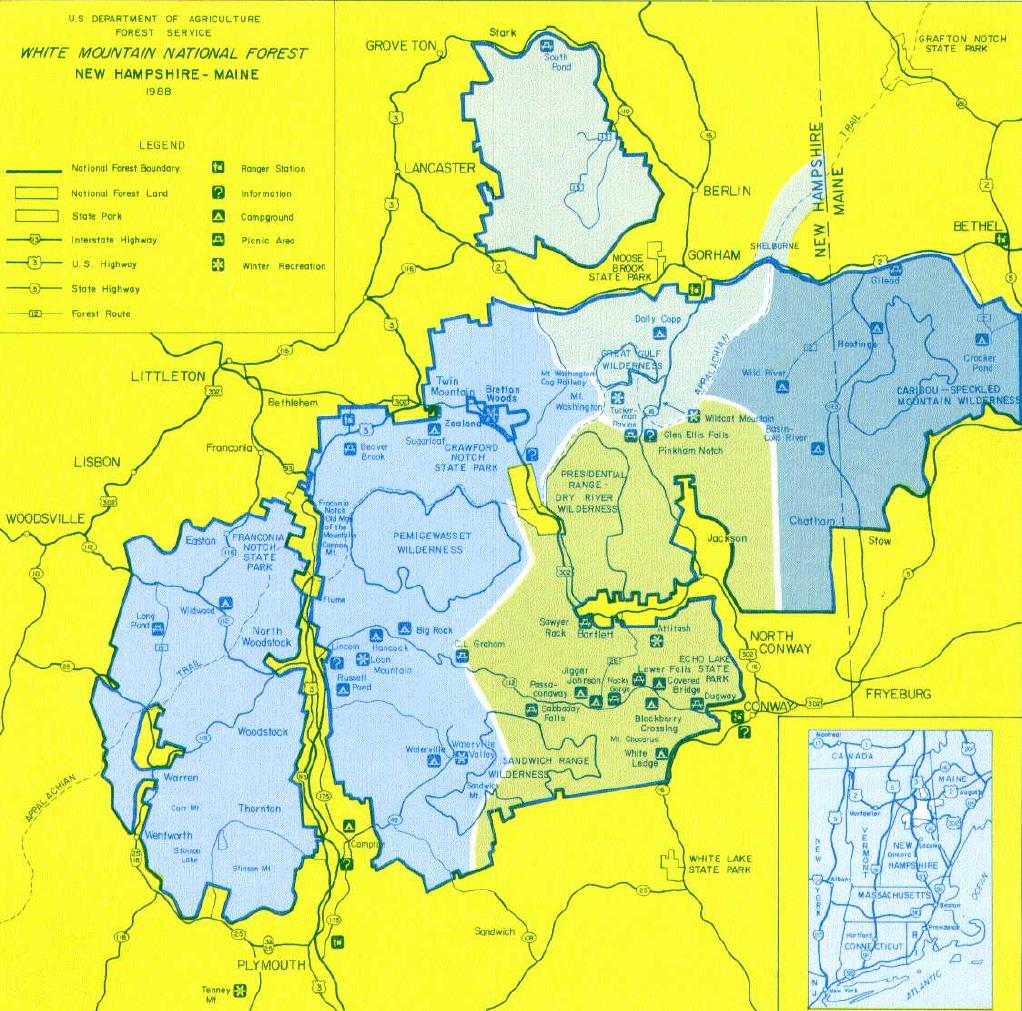
Lagekarte des White Mountain National Forests

Fünf ausgewiesene Federal Wilderness Areas existieren im Wald: die Presidential Range/Dry River Wilderness (110 km²), die Great Gulf Wilderness (22,5 km²), die Sandwich Range Wilderness (100 km²), die Caribou/Speckled Mountain Wilderness (49 km²) und die Pemigewasset Wilderness (180 km²). Diese Gebiete sind vor Übernachtungen und der kommerziellen Industrie geschützt und werden allein für Erholungs- und Wissenschaftszwecke genutzt. Sie wurden durch das Federal Wilderness Protection Act und seine Zusatzartikeln 1984 gegründet. Im New England Wilderness Protection Act vom 1. Dezember 2006 wurde ein zusätzliches 44 km² großes Gebiet für die Sandwich Range Wilderness sowie eine neue Wilderness (96 km²) im Gebiet des Wild Rivers festgelegt.
Wegen seiner Landschaft, seiner Nähe zur BosWash-Megalopolis, 1.900 km Wanderwegen und 23 Campingplätzen sowie den verschiedenen Wintersportgebieten innerhalb oder in der Nähe seiner Grenzen ist der WMNF einer der meistbesuchten National Forests mit über sechs Millionen Besuchern pro Jahr und hat mehr Besucher als die meisten US-Nationalparks (mit Ausnahme des Great-Smoky-Mountains-Nationalparks). Vergleichbare Besucherzahlen anderer National Forests sind nicht verfügbar.